# Slaugenhopia
Slaugenhopia is een geslacht van uitgestorven dvinosauride temnospondyle Batrachomorpha (basale 'amfibieën') binnen de familie Tupilakosauridae. Fossielen zijn gevonden in de San Angelo-formatie uit het Vroeg-Perm van Texas. Het type en de enige soort Slaugenhopia texensis werd in 1962 benoemd. Het kan nauw verwant zijn aan de dvinosauriër Kourerpeton. Slaugenhopia was ooit geclassificeerd als een trimerorhachide, maar is nu geclassificeerd als een tupilakosauride.

## Naamgeving
Slaugenhopia werd in 1958 door Olson gevonden in de San Angelo-formatie in de Kahn-steengroeve van Driver Ranch in Knox County. Hoewel het alleen bekend was uit fragmenten, reconstrueerde paleontoloog Everett Claire Olson de hele schedel toen hij het geslacht in 1962 benoemde. De typesoort is Slaugenhopia texensis. De geslachtsnaam eert een vrijwilliger, Slaugenhop. De soortaanduiding verwijst naar de herkomst uit Texas. Het holotype is FMNH UR702, een gedeeltelijk skelet met schedel. Een onderkaak die eerder in Little Croton Creek werd gevonden, specimen FMNH UR155, werd in 1953 beschreven en in 1962 aan Slaugenhopia toegewezen.
De beschrijving door Olson was tamelijk summier. Een moderne beschrijving gaf Andrew Milner in 2004.

## Beschrijving
Slaugenhopia is een vrij kleine soort. De schedel is een vijf centimeter lang. Hij heeft een tongvormig profiel in bovenaanzicht met een tamelijk stompe snuit.
Kenmerkende kenmerken van Slaugenhopia zijn onder meer een inkeping in het pterygoïde bot van het verhemelte, de incisura pterygoidea genaamd; de breedte van een uitsteeksel van bot in de hersenpan, het cultriforme uitsteeksel genoemd, een breed contact tussen de parasphenoïde- en basisphenoïde botten aan de onderkant van de schedel en unieke 'L'-vormige postpariëtale botten aan de achterkant van de schedel. Een andere dvinosauriër Kourerpeton uit het Vroeg-Perm is ook bekend uit Texas en kan verwant zijn aan Slaugenhopia. Beide dvinosauriërs hebben een vergroot postorbitaal bot en een klein postfrontaal bot nabij de oogkassen. Ze hebben ook vergelijkbare wervels, met ringachtige intercentra en kleine, halvemaanvormige pleurocentra. Terwijl de achterrand van de schedel relatief recht is bij Slaugenhopia, is dezelfde rand gebogen en onregelmatig bij Kourerpeton. Kourerpeton mist ook de pterygoïde incisuur van Slaugenhopia, die ook kenmerkend is voor andere tupilakosauriden. Op basis van deze verschillen is Kourerpeton waarschijnlijk een basaal familielid van tupilakosauriden, waaronder Slaugenhopia.

## Fylogenie
Olson plaatste het geslacht in de dvinosauriërfamilie Trimerorhachidae en dacht dat het tussen de dvinosauriërs Trimerorhachis en Dvinosaurus lag op basis van de vorm van de schedel.
Slaugenhopia bleef geclassificeerd als een trimerorhachide tot 1999, toen de nieuwe dvinosauriër Thabanchuia uit Zuid-Afrika werd genoemd. Thabanchuia is een lid van de familie Tupilakosauridae en deelt veel overeenkomsten met Slaugenhopia. Vanwege deze overeenkomsten wordt Slaugenhopia nu beschouwd als een tupilacosauride.